# ピーター・シルトン
ピーター・レズリー・シルトン OBE（Peter Leslie Shilton OBE, 1949年9月18日 - ）は、イングランド出身の元サッカー選手。元イングランド代表。サッカー指導者。ポジションはゴールキーパー。

## 経歴
1964年に地元のクラブであるレスター・シティとプロ契約を結び、翌年にはリーグデビューを果たした。その後、往年の名GKゴードン・バンクスとのポジション争いに競り勝ちレギュラーの座を掴んだ。その後1974年にストーク・シティへ移籍し3シーズンを過ごした後、1977年にノッティンガム・フォレストへ移籍した。
ノッティンガムでは1978年のリーグ優勝、1978・79年のリーグカップ連覇、1979・80年のUEFAチャンピオンズカップ連覇に貢献。個人としても1978年にPFA年間最優秀選手賞を受賞した。1980年には第1回トヨタカップに出場を果たしている。1982年にノッティンガムを去った後もサウサンプトン、ダービー・カウンティで活躍。プリマスではプレーイングマネージャーとしてチームを指揮した。40歳を過ぎた後も現役を続け、数々のチームを転々とした。現役生活最晩年に所属したレイトン・オリエントで1000試合出場を果たした。1997年に引退。この時シルトンは47歳、キャリア32年での出場試合数は1005試合に到っていた。
イングランド代表には1970年に21歳でデビューを果たす。以後1990年に代表を引退するまで3度のワールドカップ（1982年、1986年、1990年）に正GKとして出場するなど、国際Aマッチ125試合に出場している。なお、この記録はイングランド代表最多記録である。1986年のワールドカップ・メキシコ大会 準々決勝のアルゼンチン戦ではディエゴ・マラドーナに神の手ゴールと5人抜きゴールを決められた。ファビアン・バルテズと共に、ワールドカップ歴代最多タイの10完封を記録している。
バロンドールの投票では1978年に10位、1989年には自己ベストの5位にランクされた。

## 個人成績

### 代表での成績
出典
| イングランド代表 | 国際Aマッチ | 国際Aマッチ |
| 年               | 出場        | 得点        |
| ---------------- | ----------- | ----------- |
| 1970             | 1           | 0           |
| 1971             | 2           | 0           |
| 1972             | 2           | 0           |
| 1973             | 11          | 0           |
| 1974             | 4           | 0           |
| 1975             | 1           | 0           |
| 1976             | 0           | 0           |
| 1977             | 2           | 0           |
| 1978             | 3           | 0           |
| 1979             | 3           | 0           |
| 1980             | 4           | 0           |
| 1981             | 2           | 0           |
| 1982             | 10          | 0           |
| 1983             | 10          | 0           |
| 1984             | 11          | 0           |
| 1985             | 9           | 0           |
| 1986             | 13          | 0           |
| 1987             | 6           | 0           |
| 1988             | 8           | 0           |
| 1989             | 11          | 0           |
| 1990             | 12          | 0           |
| 合計             | 125         | 0           |